# نيك شولتز
نيك شولتز (بالإنجليزية: Nick Schultz)‏ (و. 1994  م) هو راكب دراجة هوائية أسترالي، ولد في بريزبان، شارك في طواف إسبانيا.

## سجل الفوز

### سباقات أو مراحل فاز بها
| التاريخ        | السباق                                              | المركز                                                                  |
| -------------- | --------------------------------------------------- | ----------------------------------------------------------------------- |
| 17 مارس 2011   | 2011 Oceania Road Cycling Championships Men U19 ITT | الفائز في التصنيف العام                                                 |
| 19 يونيو 2016  | 2016 Oberösterreich Rundfahrt                       |                                                                         |
| 27 أغسطس 2016  | تور دي أفينير 2016                                  | السابع في تصنيف الجبال                                                  |
| 09 أبريل 2017  | كلاسيكا بريمافيرا 2017                              | السادس في التصنيف العام                                                 |
| 21 مايو 2017   | طواف النرويج 2017                                   | السابع في التصنيف العام                                                 |
| 31 مارس 2018   | جائزة ميغيل إندوراين 2018                           | الثالث في التصنيف العام                                                 |
| 08 أبريل 2018  | كلاسيكا بريمافيرا 2018                              | السابع في التصنيف العام                                                 |
| 17 يونيو 2018  | روتي دو سود 2018                                    | التاسع في تصنيف أفضل شاب                                                |
| 03 فبراير 2019 | طواف هيرالد صن 2019                                 | الثاني في التصنيف العام، الثاني في تصنيف الجبال، الخامس في تصنيف النقاط |
| 31 مارس 2019   | كوبي وبارتالي 2019                                  | الثالث في التصنيف العام، الثالث في تصنيف الجبال                         |
| 22 أكتوبر 2019 | طواف قوانغشي 2019                                   | العاشر في تصنيف أفضل شاب                                                |

## روابط خارجية
- نيك شولتز على موقع الاتحاد الدولي للدراجات (الإنجليزية)
- نيك شولتز على موقع أرشيف الدراجات (الإنجليزية)
- نيك شولتز على موقع إحصائيات الدراجات الإحترافية (الإنجليزية)
- نيك شولتز على موقع نسبة الدراجات (الإنجليزية)